# El pecador de los siete mares
El pecador de los siete mares es un cortometraje peruano escrito y dirigido por Aldo Salvini estrenado en 02 de agosto de 1992 como parte del proyecto de producción de cortometrajes impulsado por la productora, también peruana, Inca Film. Fue beneficiaria de estímulos económicos por la Dirección del Audiovisual, la Fonografía y los Nuevos Medios (DAFO) que permitió su restauración en 2022.
La obra aborda temas como la culpa, la redención, la espiritualidad y el conflicto moral interno, a través de una estética cargada de simbolismo y el uso expresivo de la luz.

## Sinopsis
La historia comienza con la aparición de un hombre aparentemente borracho que cargando una misteriosa maleta se refugia en un barco abandonado. A medida que avanza la noche, es confrontado por un enigmático personaje con una cicatriz en el rostro que lo somete a un intenso y cruel interrogatorio ético.La tensión va en aumento hasta que se revela la verdadera identidad del protagonista: es un sacerdote que ha abandonado sus votos, atormentado por un pasado marcado por el deseo, la culpa y la tragedia. La conversación entre ambos se convierte en una confrontación moral que desvela el pecado que el ex cura ha intentado ocultar, llevándolo al límite de sus emociones y creencias.

## Restauración
El 2022 la empresa Machupixel presentó el proyecto "Digitalización y restauración digital de imagen y sonido de cuatro cortometrajes de Aldo Salvini", que incluyó el cortometraje El pecador de los siete mares,  a la convocatoria que emitió la Dirección del Audiovisual, la Fonografía y los Nuevos Medios (DAFO). El proyecto, a cargo de Emilio Moscoso, resultó ganador en la categoría "Proyectos de Preservación Audiovisual".
Desde ese momento, el cortometraje circuló en espacios como el Festival de Cine de Lima donde participó dentro de la sección "clásicos peruanos restaurados".

## Reparto
En el cortometraje aparecen los siguientes actores:
- Aristóteles Picho como Sombra
- Enrique Victoria Fernández como Ángel Santa Cruz
- María Angélica Vega como Cantante